# Quiste mamario
Un quiste mamario es un quiste, un saco lleno de líquido, dentro de la mama. Un seno puede tener uno o más quistes. A menudo se describen como bultos redondos u ovalados con bordes distintos. En cuanto a la textura, un quiste mamario generalmente se siente como una uva blanda o un globo lleno de agua, pero a veces un quiste mamario se siente firme. 
Los quistes mamarios pueden ser dolorosos y preocupantes, pero generalmente son benignos. Son más comunes en mujeres premenopáusicas de entre 30 y 40 años. Suelen desaparecer después de la menopausia, pero pueden persistir o reaparecer cuando se utiliza terapia hormonal.  También son comunes en adolescentes.  Los quistes mamarios pueden ser parte de la enfermedad fibroquística. El dolor y la hinchazón suelen empeorar en la segunda mitad del ciclo menstrual o durante el embarazo.
Por lo general, no es necesario tratar los quistes mamarios a menos que sean dolorosos o causen molestias. En la mayoría de los casos, las molestias que provocan se pueden aliviar drenando el líquido del quiste. Los quistes se forman como resultado del crecimiento de las glándulas mamarias.  Si bien algunos quistes grandes se sienten como bultos, la mayoría de los quistes no pueden identificarse durante los exámenes físicos.
Los quistes mamarios no deben confundirse con los "quistes de la leche" (galactoceles), que suelen aparecer durante el destete.

## Signos y síntomas
Los signos y síntomas de los quistes mamarios incluyen:
- Un bulto en el seno, redondo u ovalado, liso y fácilmente movible, con bordes distintos
- Dolor en los senos o sensibilidad en el área del bulto.
- Aumento del tamaño del bulto y sensibilidad justo antes de la menstruación.
- Disminución del tamaño del bulto y resolución de otros signos y síntomas después de la menstruación.
- Tener uno o varios quistes mamarios simples no aumenta el riesgo de que una persona padezca cáncer de mama. [6]

Los bultos en los senos a menudo no se encuentran durante los autoexámenes o exámenes físicos. Sin embargo, en algunos casos se pueden sentir al tacto, especialmente si son de mayor tamaño.
Los senos suelen ser grumosos o nodulares como resultado de los cambios hormonales que atraviesan las mujeres durante su ciclo menstrual. Sin embargo, los bultos nuevos en los senos siempre deben derivarse a un especialista.
Los quistes también pueden confundirse con infecciones que se forman en el pezón o la areola. Un parecido común a un quiste es una infección localizada de un conducto en el pezón. Esto puede ocurrir ya sea que esté amamantando o no (si está amamantando, también podría ser una ampolla), que se convierte en un bulto que luego puede comenzar a verse amarillo y blanco (lleno de pus). Consulte con su médico si no está seguro o tiene otros síntomas que le preocupan.
La fuga de líquido de un quiste, como puede ocurrir debido a una punción o una compresión vigorosa durante una mamografía, o debido a una lesión por el cinturón de seguridad en el transcurso de un accidente automovilístico, puede desencadenar una inflamación aséptica en el tejido mamario circundante. 

## Diagnóstico

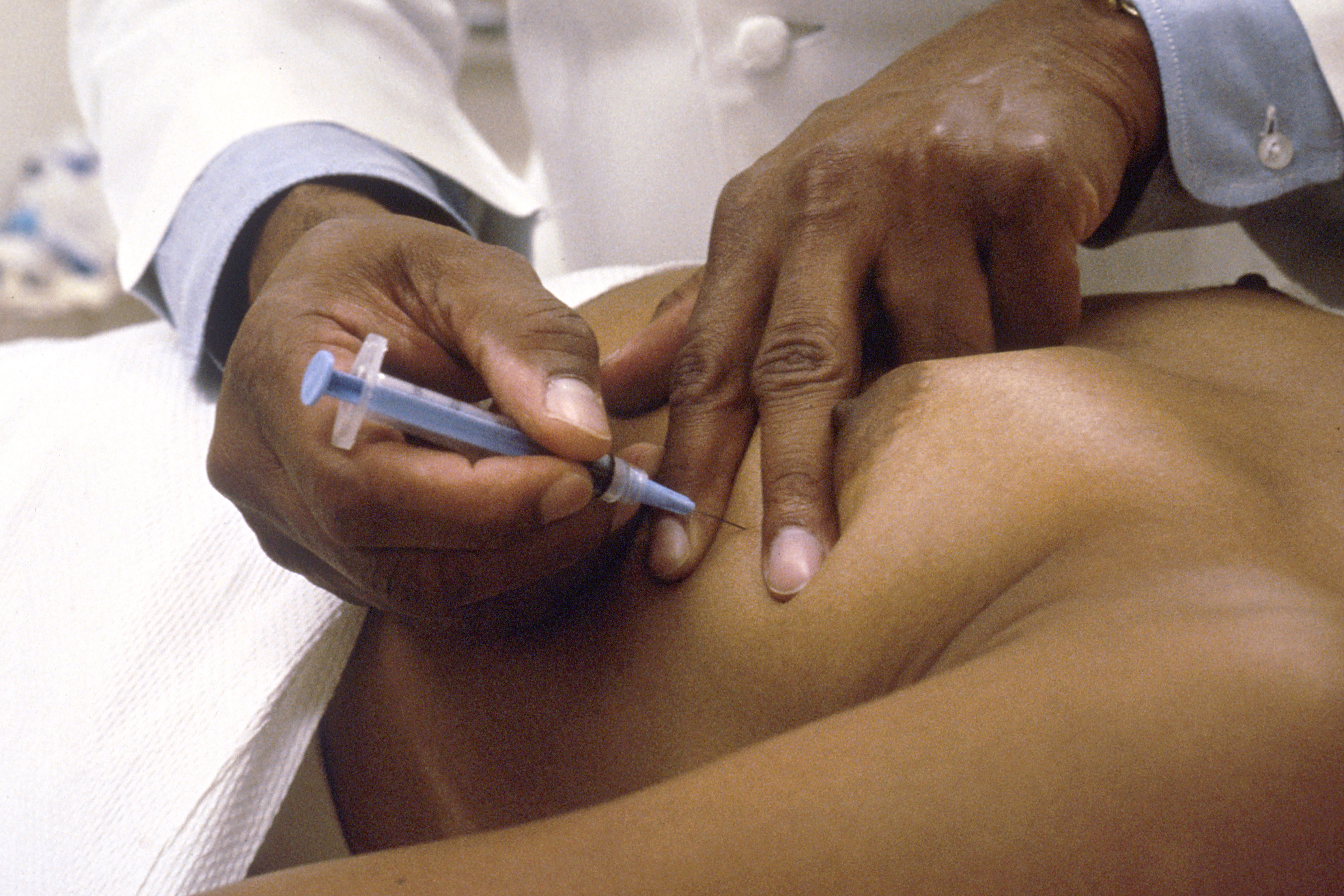
Se realiza una biopsia con aguja para determinar la naturaleza del bulto, ya sea un quiste lleno de líquido o un tumor sólido.

La naturaleza quística de un bulto mamario se puede confirmar mediante ecografía, aspiración  (extracción del contenido con aguja) o mamografía. La ecografía también puede mostrar si el quiste contiene nódulos sólidos, señal de que la lesión puede ser precancerosa o cancerosa. El examen realizado por un citopatólogo del líquido aspirado del quiste también puede ayudar con este diagnóstico. En particular, debe enviarse a un laboratorio para que se analice si está manchado de sangre.
Comúnmente, los quistes se detectan con la ayuda de mamografías. Sin embargo, la historia médica y el examen físico también juegan un papel importante a la hora de establecer un diagnóstico certero. Durante estas pruebas, el médico intentará obtener la mayor información posible sobre los síntomas que ha experimentado la paciente, su intensidad y duración y el examen físico se realiza periódicamente para comprobar otras anomalías que puedan existir dentro de la mama.
Como se mencionó anteriormente, los quistes suelen ser indetectables al tacto. Por tanto, una mamografía puede proporcionar imágenes valiosas y claras del tejido mamario. Generalmente, si hay alguna anomalía dentro del tejido mamario, se mostrará en la mamografía. Hay dos tipos de mamografías disponibles. Una de ellas se utiliza principalmente en exámenes de detección y se solicitan para pacientes que no presentan ningún síntoma y se denominan mamografías de detección. Las mamografías de diagnóstico se utilizan en pacientes que desarrollaron ciertos síntomas de una afección mamaria o en pacientes cuyas mamografías de detección mostraron anomalías.
A las pacientes con sospecha de quistes mamarios normalmente se les realizará una mamografía de diagnóstico, aunque no se sospecha que tengan cáncer. Este tipo de mamografía brinda al médico la posibilidad de realizar una ecografía mamaria al mismo tiempo y es por eso que muchas veces se prefieren a las mamografías de detección. La ecografía mamaria se considera la mejor opción a la hora de diagnosticar quistes mamarios porque tiene una precisión del 95 al 100%, proporciona una imagen clara de la apariencia del quiste (simple o complejo) y también puede distinguir entre bultos sólidos y quistes llenos de líquido, que la mamografía no puede hacer.  Las ecografías mamarias se realizan con la ayuda de un instrumento médico de mano que se coloca sobre la piel, después de que se le haya aplicado un tipo de líquido especial. Los instrumentos captan el eco resultante de las ondas sonoras que envía al pecho. Estos ecos se transmiten a una computadora que los traduce en una imagen.
Los quistes mamarios pueden permanecer estables durante muchos años o resolverse espontáneamente.  La mayoría de los quistes simples son benignos y no requieren ningún tratamiento ni estudios de diagnóstico adicionales. Algunos quistes complejos pueden requerir medidas de diagnóstico adicionales, como aspiración con aguja fina o biopsia para excluir el cáncer de mama; sin embargo, la inmensa mayoría es de naturaleza benigna.   La aspiración diagnostica y elimina los quistes al mismo tiempo. Es decir, los quistes generalmente se resuelven por sí solos después de drenar el líquido. De lo contrario, si el bulto no es un quiste, el líquido aspirado puede contener sangre o puede que no haya nada de líquido. Mientras que en el primer caso el líquido se envía al laboratorio para un examen más detenido, la última circunstancia es una señal de que el bulto en el seno es sólido. Este tipo de tumor necesita una biopsia para determinar si es maligno o benigno.

## Prevención
Según la mayoría de los especialistas, el desarrollo de quistes mamarios se puede prevenir hasta cierto punto. Las medidas recomendadas que se pueden tomar para evitar la formación de quistes incluyen practicar una buena salud y evitar ciertos medicamentos, llevar una dieta equilibrada, tomar las vitaminas y suplementos necesarios, hacer ejercicio y evitar el estrés.
Aunque el consumo de cafeína no tiene una conexión científicamente probada con el proceso de desarrollo de quistes, muchas mujeres afirman que sus síntomas se alivian si la evitan. Algunos médicos recomiendan reducir la cantidad de cafeína en la dieta tanto en bebidas como en alimentos (como el chocolate). También reducir el consumo de sal puede ayudar a aliviar los síntomas de los quistes mamarios, aunque, nuevamente, no existe un vínculo científico entre estos dos. El consumo excesivo de azúcar y las alergias alimentarias no detectadas, como el gluten o la lactosa, también pueden contribuir al desarrollo de quistes.

## Tratamiento
Los quistes mamarios no requieren tratamiento a menos que sean grandes y dolorosos o incómodos. En ese caso, drenar el líquido de un quiste mamario puede aliviar los síntomas. 
Los quistes en los pezones (comúnmente infecciones de los conductos) pueden beneficiarse de una compresa caliente para extraer el pus y una crema antibacteriana. Estos conductos infectados suelen desaparecer en unos pocos días.
El tratamiento típico implica una biopsia por aspiración con aguja que generalmente se realiza con una jeringa de 10 cc conectada a una aguja de aspiración con aguja fina.  La aspiración con aguja fina permite la recuperación de muestras citológicas que pueden enviarse para revisión patológica para determinar si el quiste es benigno o maligno.
Los quistes aspirados a menudo recurren (regresan); el tratamiento definitivo puede requerir cirugía. Durante una biopsia por escisión, se realiza una incisión alrededor de la masa creando un colgajo superior e inferior. La masa se diseca y luego se confirma la hemostasia. Una vez confirmada la hemostasia, la herida se cierra con una sutura absorbible. Luego, la masa se envía a patología para su revisión. La patología puede ayudar a determinar si el cirujano necesita diseccionar un margen mayor. 
Drenar el líquido y luego esperar a que el quiste se resuelva es el principal tratamiento que se aplica en estos casos. Además, si los quistes se aspiran y el líquido parece normal, no requieren ninguna otra atención médica aparte del seguimiento para asegurarse de que han desaparecido por completo. A veces se prescribe terapia hormonal, mediante anticonceptivos orales, para reducir su recurrencia y regular el ciclo menstrual de la paciente (que es probable que las cause en primer lugar). También se puede recetar danazol para tratar esta afección y generalmente se considera en pacientes en quienes el tratamiento no médico falla y los síntomas son intensos.
La extirpación quirúrgica de un quiste mamario sólo es necesaria en algunas circunstancias inusuales. Si un quiste mamario incómodo reaparece mes tras mes, o si un quiste mamario contiene líquido teñido de sangre y muestra otros signos preocupantes, se puede considerar la cirugía. 

## Epidemiología
Se estima que el 7% de las mujeres en el mundo occidental desarrollan quistes mamarios palpables. 
En los hombres, la aparición de quistes mamarios es poco común  y puede (pero no necesariamente) ser un indicio de malignidad. 

## Quistes y soporte de sujetador
Algunas mujeres experimentan dolor en los senos, especialmente cuando realizan actividad física vigorosa. Un sostén deportivo correctamente ajustado, que comprime o encapsula el tejido mamario, está diseñado para reducir el dolor causado por el ejercicio.   